# Jan Kazimír Celesta z Celestinu
Jan Kazimír Celesta z Celestinu († po 1723) byl slezský šlechtic pocházející z rodu Celestů z Celestinu. Po mnoho let byl přísedícím zemského soudu Těšínského knížectví.
Byl synem Kašpara Celesty z Celestinu a jeho ženy Zuzany Jugovičové z Dziergovic. Dne 16. února 1683 si vzal za manželku Annu Eleonoru Eslingerovou z Lohe. S ní měl syny Karla Václava a Jana Rudolfa. V roce 1687 odkoupil panství Jilovnice (Iłownica) a roku 1704 Kyselov (Kisielów).